# Alexander Reichenberg
Alexander Prince Fredrik Ramprecht Reichenberg (13. června 1992 – 5. května 2024) byl profesionální norský hokejový útočník.
Narodil se ve Švédsku ve městě Mora, ale celou svoji kariéru reprezentoval Norsko. Hrál i v ELH za HC Sparta Praha, a to v sezóně 2017-2018. Odehrál 41 zápasů, získal 14 bodů za 6 gólů a 8 asistencí. Po sezóně odešel zpět do Lillehammeru IK. Reprezentoval Norsko na OH v roce 2018 v Jižní Koreji.
Zemřel náhle 5. května 2024. Dle informací od rodiny, měl spáchat sebevraždu.